# مجلس فدرال (روسیه)

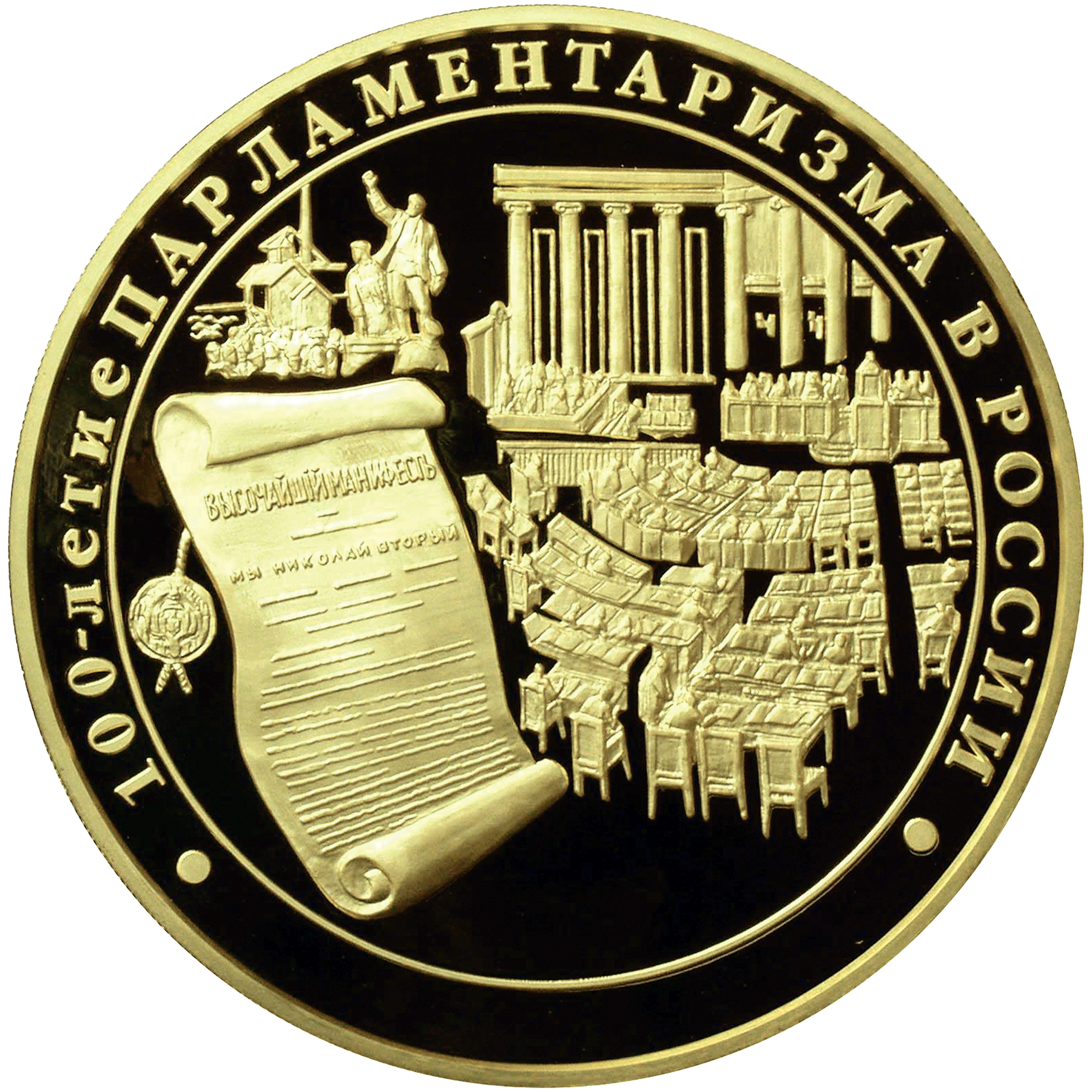
سکهٔ طلای ده‌هزار روبل، ضرب‌شده به افتخار صدمین سالگرد پارلمانتاریسم در روسیه - ۲۰۰۶

مجلس فدرال ( روسی: Федера́льное Собра́ние، آوانگاری Federalnoye Sobraniye؛ IPA: [fʲɪdʲɪˈralʲnəjə sɐˈbranʲɪjə] Federalnoye Sobraniye ، IPA: [fʲɪdʲɪralʲnəjə sɐbranʲɪjə] ) قوه مقننه ملی در فدراسیون روسیه بر اساس قانون اساسی فدراسیون روسیه (1993) است. این مجلس جایگزین شورای عالی روسیه شده‌است و شامل دومای دولتی (مجلس سفلی) و شورای فدراسیون (مجلس اعلا) است. هر دو مجلس در مسکو مستقر هستند. 
رئیس شورای فدراسیون پس از رئیس جمهور و نخست وزیر سومین مقام مهم است. در صورت عدم توانایی رئیس جمهور و نخست وزیر ، رئیس مجلس عالی مجلس روسیه به عنوان رئیس جمهور روسیه منصوب می شود.  